# Olmedo (Spanyolország)
Olmedo egy község Spanyolországban, Valladolid tartományban. Olmedo Ramiro, Valladolid, La Zarza, Valladolid, Moraleja de las Panaderas, Pozal de Gallinas, Pozaldez, Matapozuelos, Hornillos de Eresma, Alcazarén, Pedrajas de San Esteban, Aguasal, Bocigas, Almenara de Adaja és Ataquines községekkel határos. Lakosainak száma 3564 fő (2024).

## Népesség
A település népessége az utóbbi években az alábbiak szerint változott:
| Lakosok száma | 3439 | 3529 | 3714 | 3845 | 4756 | 3759 | 3666 | 3643 | 3554 | 3564 |
|               | 2001 | 2004 | 2007 | 2009 | 2012 | 2014 | 2017 | 2019 | 2022 | 2024 |